# Dominique Hasler
Dominique Hasler, z domu Matt (ur. 6 października 1978 w Grabs, Szwajcaria) – liechtensteińska polityk, nauczycielka, minister spraw zagranicznych, edukacji i sportu w rządzie Daniela Rischa w latach 2021-2025 oraz minister spraw wewnętrznych, edukacji i środowiska w rządzie Adriana Haslera w latach 2017–2021.

## Życiorys
Dominique Hasler urodziła i wychowywała się w Mauren. Uczęszczała do kantonowej szkoły średniej w szwajcarskim Sargans, gdzie zdała maturę oraz ukończyła kurs nauczycielski. Rozpoczęła swoją karierę zawodowo jako pedagog w specjalnej szkole dziennej w Trubach. Równocześnie studiowała zaocznie pedagogikę specjalną w szkole policealnej w Zurychu. W późniejszych latach ukończyła również studia podyplomowe na Uniwersytecie Liechtensteińskim na kierunku EMBA. W latach 2006–2010 pracowała na różnych stanowiskach w liechtensteińskiej w oświacie (m.in. w specjalnej szkole w Schaan). Od 2016 roku jest członkinią zarządu Unii Patriotycznej, z ramienia której została członkiem koalicyjnego rządu Adriana Haslera w 2017 roku jako minister spraw wewnętrznych, edukacji i środowiska. Po zakończeniu kadencji w 2021 roku po raz kolejny została nominowana do rządu na stanowisko ministra spraw zagranicznych, edukacji i sportu.
W lutym 2024 roku Hasler wraz z pozostałymi radnymi z VU zapowiedziała, że nie będzie kandydować na członka Rządu w nadchodzacych wyborach zaplanowanych na 9 lutego 2025.

## Życie prywatne
Hasler mieszka w Mauren i od 2018 roku jest w związku małżeńskim z trenerem piłkarskim Danielem Haslerem. Nie ma dzieci.